# Hubert Urbański

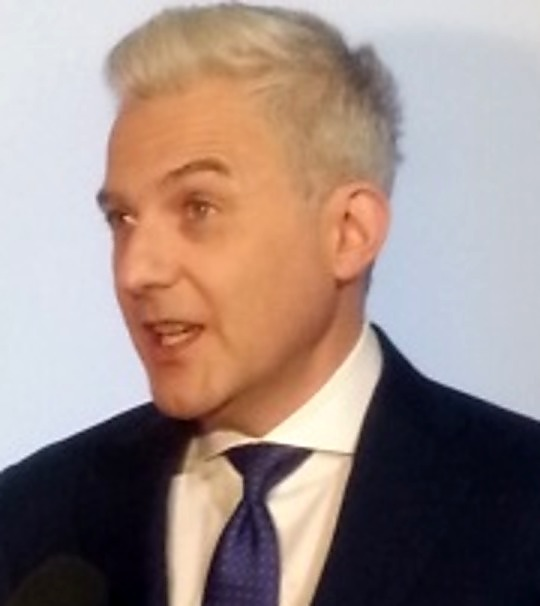
Hubert Urbański, 2017

Hubert Kirił Urbański (* 23. März 1966 in Warschau) ist ein polnischer Schauspieler, Journalist und Moderator. 
Urbanski nahm ein Studium der Universität Warschau auf, bevor er auf die Akademia Teatralna Warschau ging, um Schauspiel zu studieren. Nach seinem Studium ging er 1994 zum polnischen Radiosender Radio ZET, wo er bis Ende 1995 arbeitete. Seit 2017 moderiert er die polnische Sendung Milionerzy, die polnische Ausgabe von Who Wants to Be a Millionaire?, welcher er schon von 1999 bis 2003 und erneut von 2008 bis 2010 moderierte.